# 海原大地震遗迹遗址
海原大地震遗迹遗址，是一个位于中国宁夏回族自治区中卫市海原县的国家级典型地震遗址。该处遗址是1920年海原大地震的文化及地质遗址，系海原活动断层内各处遗迹点联合申报设立，涵盖震中方圆240千米区域内的断头沟、断尾沟、断塞塘、漕形谷、堰塞湖等地貌以及西安州古城、万人坟遗址等文化遗产，具有地震科研价值和史料价值。

## 地质背景
海原大地震遗迹遗址主体位于海原县，居于宁夏回族自治区西部，属宁夏中部干旱带，境内丘陵起伏、沟壑纵横、黄土广布、植被稀疏。海原县深居内陆，一月均温-6.7℃，七月均温19.7℃，年均降水量286毫米，年草面蒸发量878毫米。
海原大地震发震的海原活动断裂带处于欧亚板块内部，位于青藏高原西北边缘地区。海原活动断裂带是一条左旋走滑断裂，亦是该地区规模最大、活动最强烈的一条断裂带。该断裂带由11条次级剪切断层组成，呈现垂直位移较大、水平位移较小的格局。

## 遗址历史

1920年海原地震是中华民国北洋政府时期影响最大的自然灾害之一，给中国西北地区造成了严重破坏，伤亡人数居中国历史第三。

1920年12月16日，甘肃省海原县发生了里氏震级7.8级、矩震级8.5级的强烈地震，震中烈度达中国地震烈度表XII(12)度。据北洋政府调查组负责人翁文灏估计，此次地震“震动范围延及甘、陕、蜀、鄂、皖、豫、晋、燕、鲁、察、绥、青等12省区，面积约170万平方公里……震灾最重者，在海原、固原、靖远、隆德、静宁、通渭之间，而尤以海原、固原间为最烈”。据翁文灏统计，震中区域内，土房窑洞一律塌平，即砖筑墙垣及建筑较固之衙署祠墓等，亦受重大损坏。是次地震估计造成至少273,400人死亡，伤者不计其数。
2017年4月，宁夏回族自治区有关部门表示，《海原地震地质公园评价和规划》基础工作已完成，准备申报国家级海原地震地质公园。2008年，经中国地震局批复同意，海原大地震遗迹遗址设立为国家级典型地震遗址。

## 文化遗产
遗址内现存海原县城北城墙、西安州古城、干盐池城、古堡、民居遗址群等景观。地震发生时，海原县城中的房屋几乎全部震毁、城墙大半毁坏，城内仅一座钟楼和一口土坯拱窑幸免于难。1934年，甘肃省政府拨款修复县城，重夯城墙。目前当地尚余北城墙留存至今，其中部分墙段地震时坍塌处与重修时的填补处部分分离，痕迹明显。
西安州古城震前周长九里六分，城墙高、阔三丈二尺，建有城壕捎墙，筑有城门三座。城北设有官衙，城南四街八巷。1920年的地震致使西安州城全城变为废墟，城墙多处崩塌。目前，西安州城墙基本保留了震后的模样，李旺镇北堡子清真寺和九百户清真寺二处亦留存至今。
此外，位于海原县城西部的干盐池城在地震中严重受损，形成地堑式下陷裂谷、陡坎、次一级裂缝和鼓包组成，遗址地面震线呈西北—南东走向，全长237千米。干盐池、东堡子震后完全毁坏，城墙未修复，至今还大致保留着震后的面貌。海原县内作为防御性工事的堡子，多数被摇塌，但目前仍有少数尚存。而作为居住用途的崖窑则仍有几百处保存迄今。

## 地质遗迹
海原大地震形成的滑坡、裂缝遗迹遍布县境。目前尚存的地震裂缝遗迹有菜园山地裂缝、盐池古城平地裂缝两处。其中，菜园山地裂缝绵延数十千米、宽约1米、深约3米，系海原县内最大的山地地震遗迹。而盐池古城平地裂缝则有近1千米的裂缝，宽窄不一，是该县境内最大的平地地震遗迹。
地震导致震区山体松动、山崩极多、河流壅塞、形成震湖。当地现存较大的地质滑坡遗迹包括九彩乡滑坡遗址、李俊海子滑坡遗址、李俊乡二百户滑坡遗址、小山遗址、海子堰遗址等。

## 遗址保护
有专家指出，海原县内的地震遗址星罗棋布、遍布全县，加之文保经费紧张等因素，使得海原大地震遗迹遗址的保护工作开展困难。有企业在李俊大滑坡遗址内顶风开矿，违规开采石膏，严重破坏地震遗址景观。九彩乡滑坡遗址受到公路施工破坏，山坡斜剖面出现大量盗洞，被埋窑洞内的动物骨骼、雕花青砖、青花瓷片散落一地，部分文物被盗掘者带走。根据这一情况，当地有政协委员建议，对于独特的地震文化和重要遗迹应妥善加以保护，并应将一些地震遗址进一步划定为文物保护单位。目前，当地政府已着手兴建“海原地震博物馆”，并使之成为全国规模最大、功能最全的防震减灾科普教育基地。

## 延伸阅读
- 宁夏回族自治区地震局; 中共海原县委; 海原县人民政府. . 银川: 阳光出版社. 2010-12 （中文（中国大陆））.
- 张思源. . 北京: 地震出版社. 2014-07 （中文（中国大陆））.